# Августа фон Вюртемберг (1826–1898)
Августа Вилхелмина Хенриета фон Вюртемберг (на немски: Auguste Wilhelmine Henriette von Württemberg; * 4 октомври 1826, Щутгарт; † 3 декември 1898, Щутгарт) е принцеса от Вюртемберг и чрез женитба принцеса на Саксония-Ваймар-Айзенах.

## Произход
Тя е по-малката дъщеря на крал Вилхелм I фон Вюртемберг (1781 – 1864) и втората му съпруга принцеса Паулина Тереза фон Вюртемберг (1800 – 1873), дъщеря на принц Лудвиг фон Вюртемберг (1756 – 1817) и принцеса Хенриета фон Насау-Вайлбург (1780 – 1857).
Нейният брат Карл I (1823 – 1891) е от 1864 г. крал на Вюртемберг. Нейната полусестра София (1818 – 1877) е кралица на Нидерландия, омъжена 1839 г. за крал Вилем III (1817 – 1890).

## Фамилия
Августа фон Вюртемберг се омъжва на 17 юни 1851 г. във Фридрихсхафен за принц и херцог Херман фон Саксония-Ваймар-Айзенах (1825 – 1901), третият син на принц и херцог Карл Бернхард фон Саксония-Ваймар-Айзенах (1792 – 1862) и принцеса Ида фон Саксония-Майнинген (1794 – 1852). Те имат децата:
- Паулина Ида Мария Олга Хенриета Катарина (1852 – 1904), омъжена на 26 август 1873 г. във Фридрихсхафен за наследствен велик херцог Карл Август фон Саксония-Ваймар-Айзенах (1844 – 1894)
- Вилхелм Карл Бернхард Херман (1853 – 1924), женен на 11 април 1885 г. във Вехтерсбах за принцеса Герта Августа фон Изенбург-Бюдинген-Вехтерсбах (1863 – 1945), дъщеря на княз Фердинанд Максимилиан фон Изенбург-Бюдинген-Вехтерсбах (1824 – 1903)
- Бернхард Вилхелм Георг (1855 – 1907), отказва се от правата си, граф на Крайенбург (от 24 май 1901), женен I. на 10 октомври 1900 г. в Лондон за Мария Луиза Брокмюлер (1866 – 1903), II. на 1 април 1905 г. в Берлин за графиня Елизабет фон Шуленбург (1869 – 1940)
- Александер Вилхелм Бернхард Херман (1857 – 1891), принц, не се жени
- Ернст Карл Вилхелм (1859 – 1909), принц, не се жени
- син (*/† 1865)
- Олга Мария Ида София Паулина Августа (1869 – 1924), омъжена на 22 април 1902 г. в Хайделберг за принц Леополд фон Изенбург-Бюдинген в Бирщайн (1866 – 1933), син на принц Карл фон Изенбург-Бюдинген-Бирщайн